# Thebais

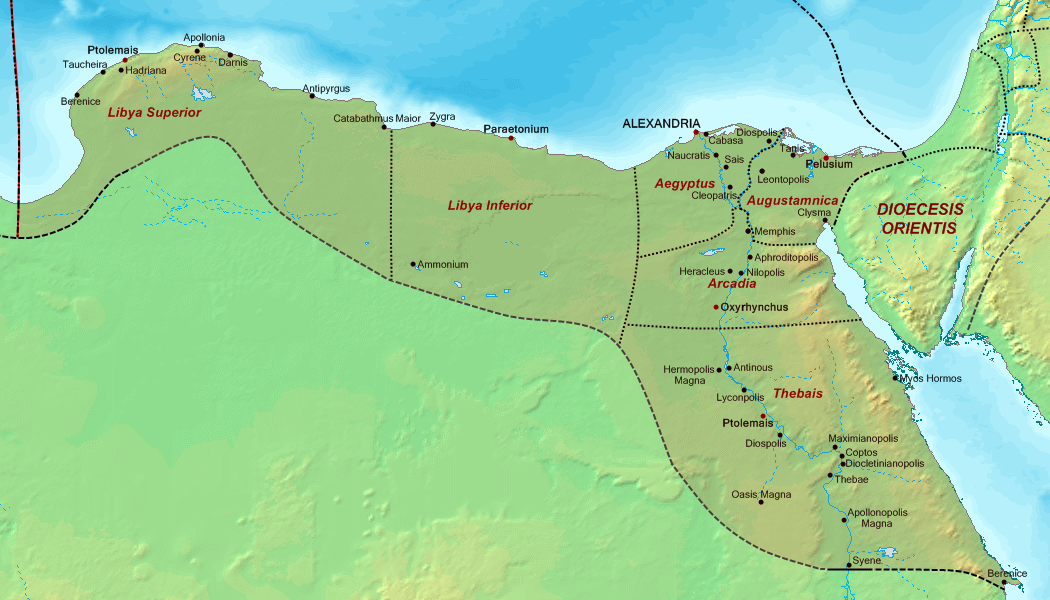
Karta med Thebasis i sydöst.

Thebais, romersk provins bestående av Övre Egypten med Thebe som huvudstad. Nubien söder om File var dock inte i romersk hand.